# Pep Castellano Puchol
Josep Castellano Puchol (Albocàsser, 1960) més conegut com a Pep Castellano és un escriptor valencià. Va estudiar magisteri i després pedagogia. Ha fet teatre de carrer, i ha ballat i cantat (danses i cançons populars). Actualment treballa com a tècnic de formació d'animadors juvenils a l'IVAJ de la Generalitat Valenciana, a més de fer de contacontes formant duet amb Canto Nieto.
Quant a la seua tasca com a pedagog, ha estat reconegut amb el Premi Soler i Godes a la Innovació Educativa, guardó atorgat per la Fundació que porta el nom del reconegut pedagog valencià Enric Soler i Godes.